# 愛してる/愛してはいけないひと
「愛してる/愛してはいけないひと」（あいしてる/あいしてはいけないひと）は2010年10月20日発売された郷ひろみ95作目のシングル。

## 概要
『Boom Boom Boom/Come On Baby』以来、2作振りのダブル表題曲シングル。郷は2010年を最後に、同年内に2枚以上シングルを発売していない。

## 収録曲
全曲　コーラス・アレンジ：川江美奈子
1. 愛してる（4分53秒）
作詞・作曲：川江美奈子／編曲：澤近泰輔
2. 愛してはいけないひと（5分23秒）
作詞：松尾潔／作曲：Jin Nakamura
3. 愛してる　〜Instrumental〜
4. 愛してはいけないひと　〜Instrumental〜

## 収録アルバム
one and only… (#1)